# Soleilmont (Metro de Charleroi)
La estación de Soleilmont es una estación de la red de Metro de Charleroi, operada por la línea .
Esta estación es el término de la "antena" a Gilly y, por lo tanto, de la línea .

## Presentación

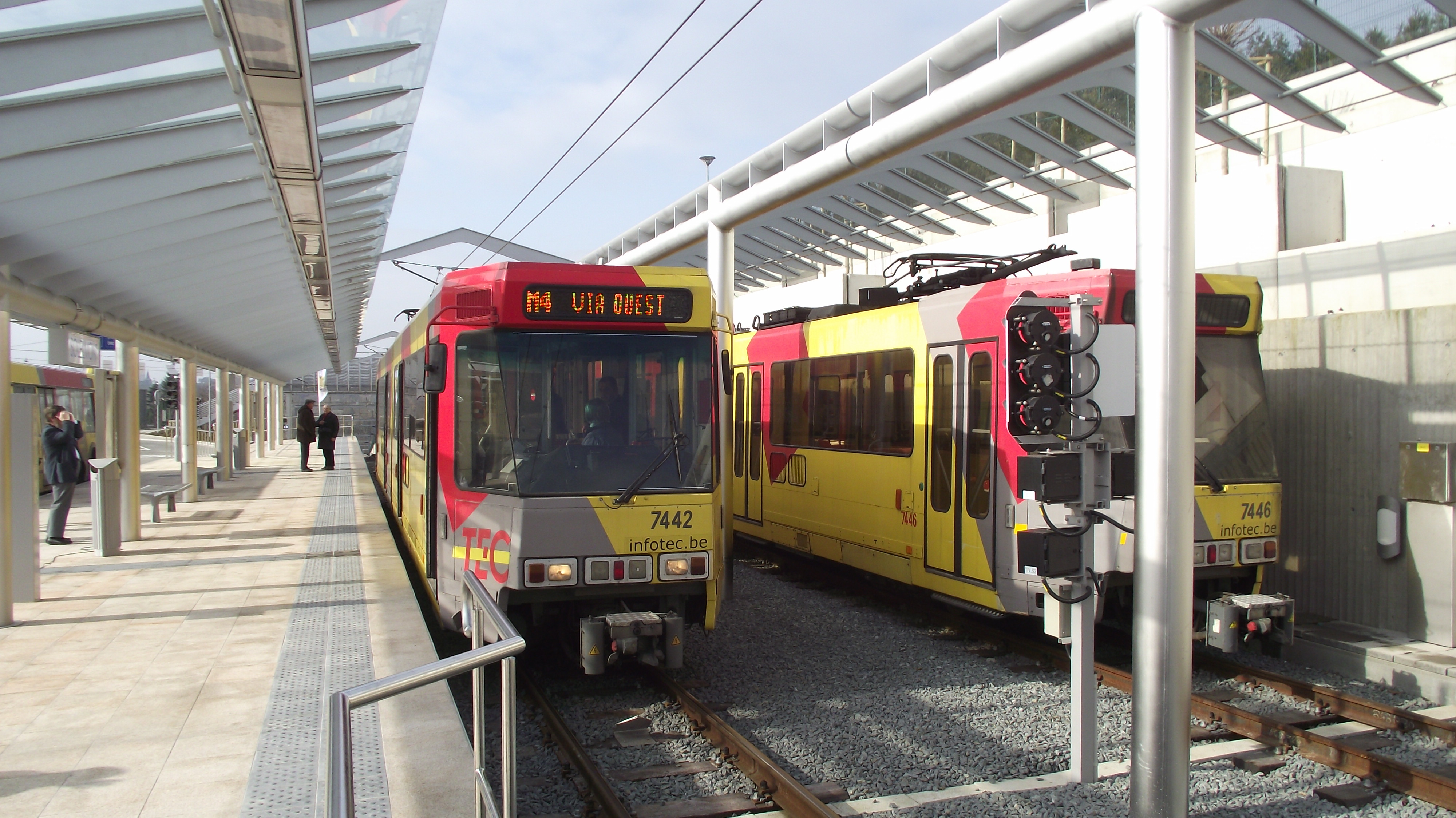
Estación de Soleilmont

La estación tiene forma de raqueta, al igual que la estación Sud, con una zona de embarque y otra de desembarque. En el centro, se sitúa una parada de autobuses, rodeada de las vías del metro, lo que asegura una correspondencia fluida entre ambos medios de transporte, permitiendo una rápida conexión del centro de Charleroi con las líneas de autobús hacia Fleurus o Pironchamps. Asimismo, la estación dispone de un aparcamiento disuasorio de 200 plazas.

## Accesos
- Rue du Vélodrome
- Chaussée de Fleurus

## Conexiones
| Línea | Procedencia              | Parada           | Destino              |
| ----- | ------------------------ | ---------------- | -------------------- |
| 17    | FLEURUS Wanfercée-Baulet | GILLY Soleilmont | GILLY Châtelet       |
| 25    | CHARLEROI Sud            | GILLY Soleilmont | GILLY Soleilmont     |
| 710   | FLEURUS Champs-Elysées   | GILLY Soleilmont | CHARLEROI Beaux-Arts |